# Scotoplanes kurilensis
Scotoplanes kurilensis is een zeekomkommer uit de familie Elpidiidae.
De wetenschappelijke naam van de soort werd in 1983 gepubliceerd door A.V. Gebruk.